# دهان لیمونادی
دهان لیمونادی (انگلیسی: Lemonade Mouth) تله فیلمی در ژانر نوجوانان، موزیکال و درام محصول سال ۲۰۱۱ از کشور آمریکا است. فیلم بر اساس داستانی به همین نام نوشته مارک پیتر هیوز شناخته شده‌است. کارگردان فیلم پاتریشیا ریگن، نویسنده آوریل بلر است و از ستارگان فیلم می‌توان به بریجیت مندلر، ادام هیکس، نائومی اسکات، هیلی کییوکو و بلیک مایکل اشاره کرد.
فیلم برای اولین بار در ۱۵ آوریل ۲۰۱۱ در شبکه دیزنی به نمایش درآمد. در شب اول نمایش توسط ۷ میلیون نفر دیده شد و اغلب با نقدهای مثبت از گروه بازیگری و کارگردانی همراه شد.
فیلم همان سال جایزه بهترین فیلم تلویزیونی جشنواره پاپ استار را دریافت کرد و نامزد دریافت جایزه انجمن کارگردانان آمریکا نیز شد.
موسیقی متن فیلم نیز آوریل ۲۰۱۱ منتشر شد و موفقیتی قابل توجه دست یافت و در بیلبورد ۲۰۰ آمریکا رتبه ۴ و در جدول‌های بیلبورد آمریکا رتبه ۳ را به‌دست آورد. همانند فیلم، موسیقی متن نیز بااستقبال منتقدان همراه شد و به ویژه اورجینال بودن آن را تحسین کردند. تک آهنگ "Determinate" (تعیین کنید) جایزه JanNEWary را برای بهترین آهنگ آیتونز دریافت کرد.

## داستان
فیلم داستان پنج دانش‌آموز دبیرستانی را روایت می‌کند که در بازداشت با هم ملاقات می‌کنند و گروهی تشکیل می‌دهند تا از عقاید خود دفاع کنند و بر مبارزات فردی و جمعی خود غلبه کنند.

## ساخت دنباله
در سال ۲۰۱۱، نویسنده فیلم گفت که در حال کار بر روی دنباله آن بوده‌است. بازیگر بلیک مایکل گفت: "همه چیز به طرفداران بستگی دارد، کنترل در دست آنهاست. اگر مردم از آن لذت ببرند و آن را دوست داشته باشند و بیشتر بخواهند، به آن خواهند رسید. من فکر می‌کنم دیزنی به طور کلی سازمانی عالی است و آنها "همیشه یک قدم جلوتر از بازی هستند؛ بنابراین شما هرگز نمی‌دانید که چه اتفاقی خواهد افتاد."
در ۶ آوریل ۲۰۱۲، کریس بروشو در حساب توییتر خود اعلام کرد که دنباله آن دیگر وارد مرحله تولید نمی‌شود. می ۲۰۱۲، بریجیت مندلر تأیید کرد که دنباله ای ساخته نخواهد شد و خاطرنشان کرد که «آنها سعی کردند چیزی برای دنباله پیدا کنند، اما همه در دیزنی احساس کردند که فیلم داستان خود را در قسمت اول کامل کرده‌است.»